# Tamazight du Touat

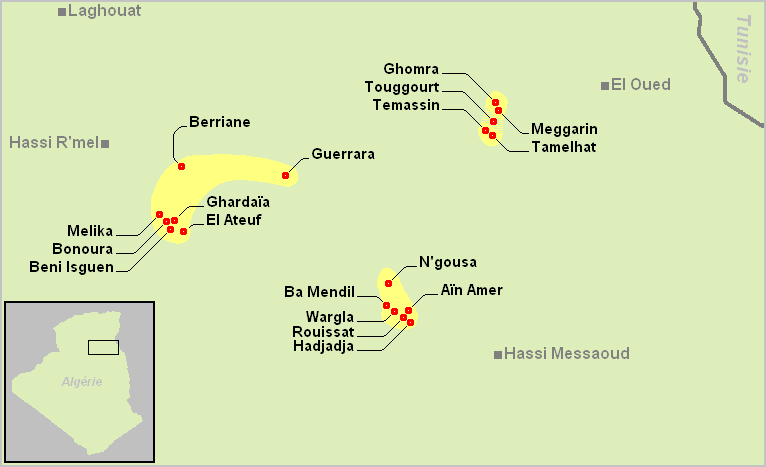
Carte des zones berbérophones de Mzab-Wargla-Righ.

Le tamazight du Touat, berbère du Touat ou zénète du Touat est une variété du berbère zénète parlée dans le Touat au sud-ouest de l'Algérie. Il est proche du tamazight de Tidikelt.
Il est parlé dans un certain nombre de villages du Touat, notamment Tamentit (où il était déjà pratiquement éteint en 1985) et Tittaf, située au sud de la zone où l'on parle le berbère du Gourara. 
Il existe plusieurs classifications possibles pour le tamazight du Touat. Il peut être considéré comme faisant partie d'une même langue dite taznatit ou zénati, avec le Sud-Oranais et le tamazight du Gourara, dans le groupe des langues Mzab-Ouargla, tandis que Blench et Dendo considèrent que le tamazight du Touat fait partie du groupe rifain.